# National Underwater and Marine Agency
National Underwater and Marine Agency (NUMA) är i verkligheten en organisation som drivs av Clive Cussler och hans son Dirk Cussler. I Cusslers böcker är NUMA en statlig organisation med säte i Washington, D.C. Verklighetens NUMA ägnar sig bland annat åt att leta upp skeppsvrak. 
NUMA är en 501C3 icke-kommersiell organisation, namngiven efter den fiktiva organisationen i Clive Cusslers äventyrsromaner. Cussler är styrelseordförande för organisationen. Som uppdrag har NUMA att bevara vårt marina arv genom att lokalisera och bevara arkeologiska artefakter från skeppsvrak. Meningen med organisationen är även att höja allmänhetens uppskattning för marin historik, nutid och framtid genom att finna och utforska historiskt betydelsefulla skeppsvrak innan de hinner försvinna för all framtid. NUMA söker inte aktivt donationer från privatpersoner utan använder till stor del pengar genom royalty som Clive Cussler får för sina böcker. Med hjälp av dessa pengar kan NUMA genomföra sina projekt.
På TV har Cussler och NUMA hjälp till att producera en TV-serie som handlar om utforskningar av skeppsvrak. Serien heter The Sea Hunters, där de letar upp saknade skeppsvrak, ex. CSS H. L. Hunley och prototyp ubåten Holland III. Serien gen en stor historisk insikt om skeppsvraken NUMA utforskar, inklusive information om skeppets historia och hur det sjönk. I serien kan man se Cussler och James Delgado som är biträdande chef på Vancouver Maritime Museum. James Delgado är även han en mycket känd författare. I serien fokuseras mycket av sökandet efter skepp just på amerikanska historiska skepp från 18–1900-talet.